# Corts de Montsegur
Corts de Montsegur (en francès Cours-de-Monségur) és un municipi francès situat al departament de la Gironda i a la regió de la Nova Aquitània.

## Demografia
| 1962                                       | 1968 | 1975 | 1982 | 1990 | 1999 | 2007 |
| ------------------------------------------ | ---- | ---- | ---- | ---- | ---- | ---- |
| 321                                        | 329  | 318  | 286  | 230  | 249  | 271  |
| Des de 1962: població sense dobles comptes |      |      |      |      |      |      |

## Administració
| Període   | Identitat          | Partit |
| --------- | ------------------ | ------ |
| 2001-2008 | Félix Della-Libera |        |
| 2008-     | Yannick Jousseaume |        |